# Hibiscus sparseaculeatus
Hibiscus sparseaculeatus är en malvaväxtart som beskrevs av E. G. Baker. Hibiscus sparseaculeatus ingår i Hibiskussläktet som ingår i familjen malvaväxter. Inga underarter finns listade i Catalogue of Life.